# Guckuskosläktet
Guckuskosläktet (Cypripedium) är ett släkte i familjen orkidéer. Släktets huvudutbredning är tempererade områden på norra halvklotet. Den enda svenska representanten är Guckusko, Cypripedium calceolus.

## Bildgalleri

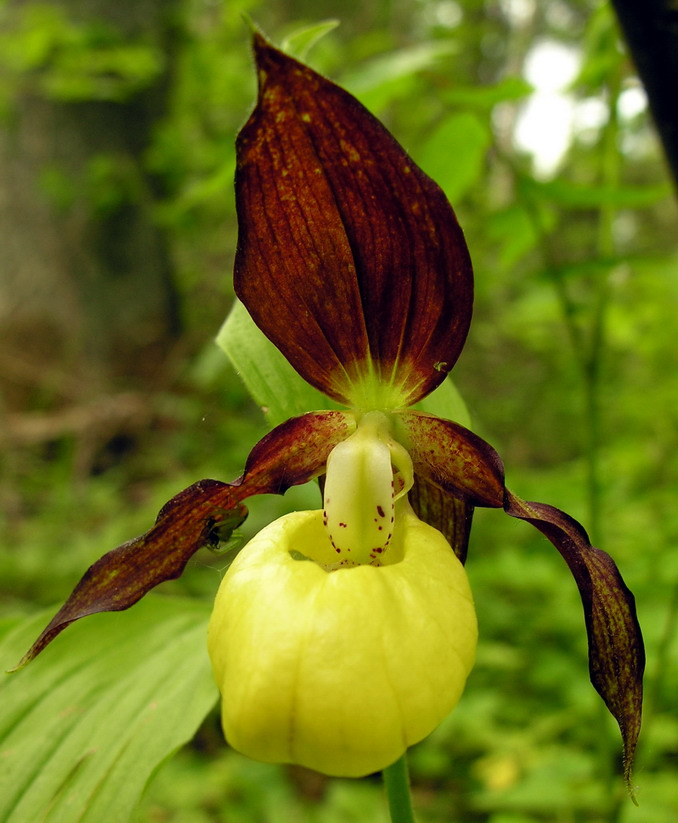
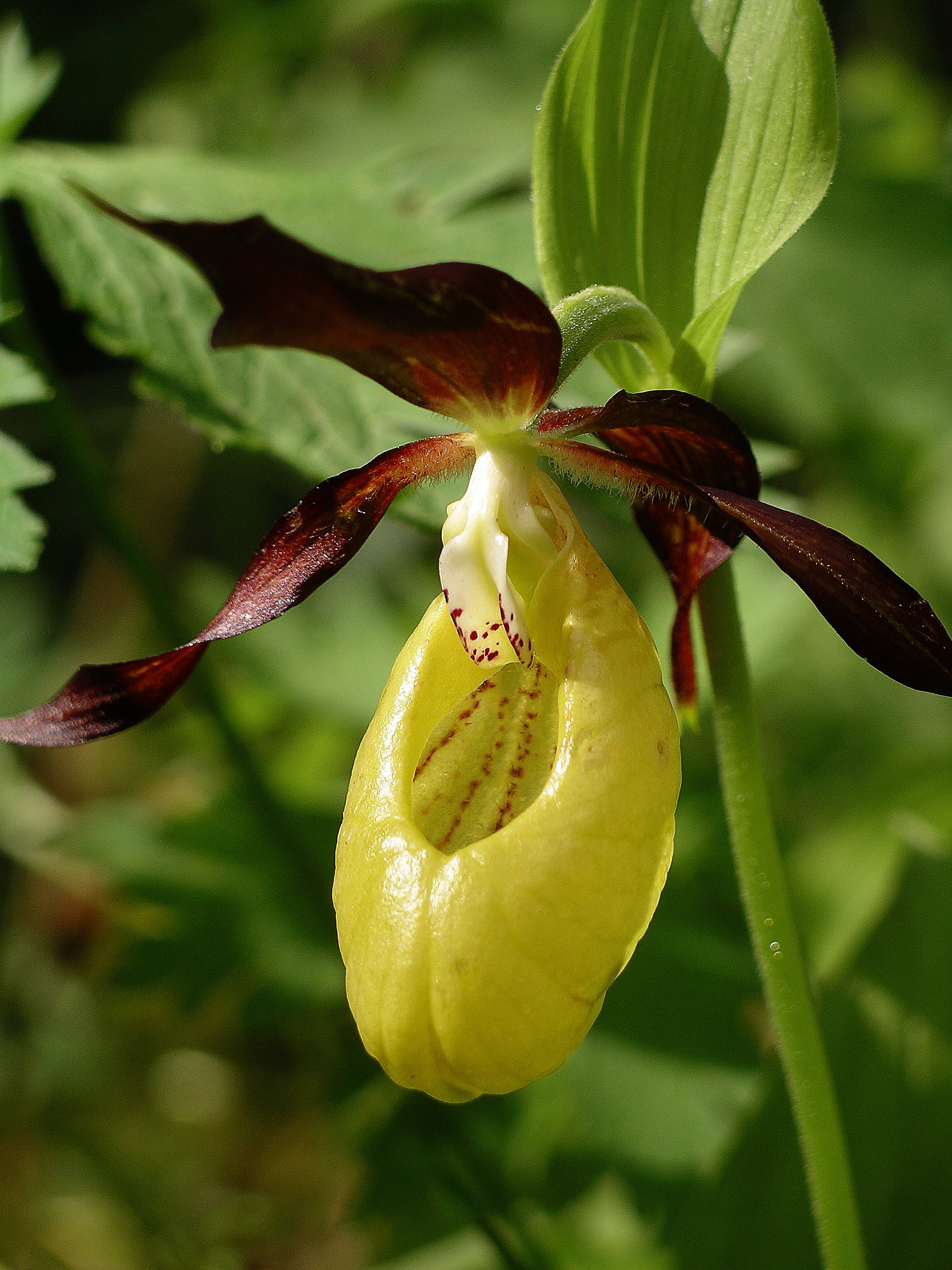
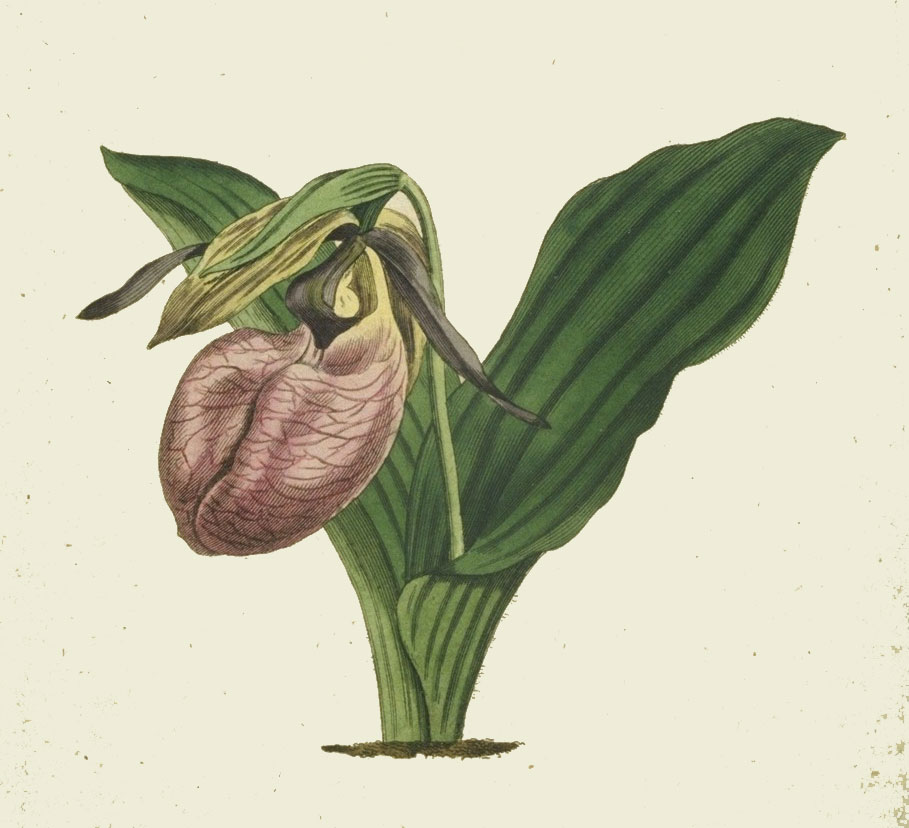
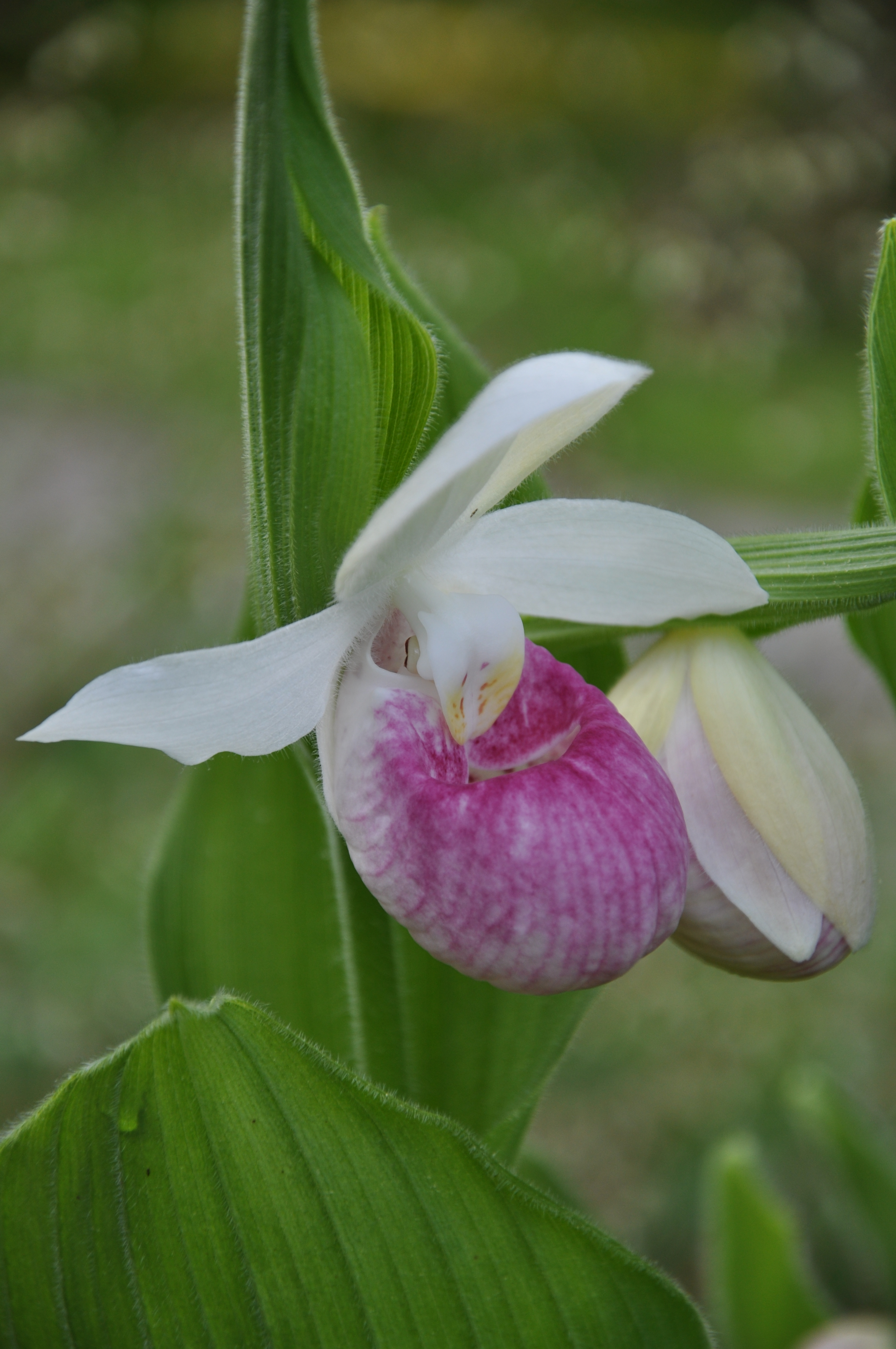

## Dottertaxa till Guckuskosläktet, i alfabetisk ordning[1][3]
- Cypripedium acaule
- Cypripedium alaskanum
- Cypripedium andrewsii
- Cypripedium arietinum
- Cypripedium bardolphianum
- Cypripedium calceolus
- Cypripedium calcicola
- Cypripedium californicum
- Cypripedium candidum
- Cypripedium catherinae
- Cypripedium columbianum
- Cypripedium cordigerum
- Cypripedium daweishanense
- Cypripedium debile
- Cypripedium dickinsonianum
- Cypripedium elegans
- Cypripedium fargesii
- Cypripedium farreri
- Cypripedium fasciculatum
- Cypripedium fasciolatum
- Cypripedium flavum
- Cypripedium formosanum
- Cypripedium forrestii
- Cypripedium franchetii
- Cypripedium guttatum
- Cypripedium henryi
- Cypripedium herae
- Cypripedium himalaicum
- Cypripedium irapeanum
- Cypripedium japonicum
- Cypripedium kentuckiense
- Cypripedium lentiginosum
- Cypripedium lichiangense
- Cypripedium ludlowii
- Cypripedium macranthos
- Cypripedium malipoense
- Cypripedium margaritaceum
- Cypripedium micranthum
- Cypripedium molle
- Cypripedium montanum
- Cypripedium palangshanense
- Cypripedium parviflorum
- Cypripedium passerinum
- Cypripedium plectrochilum
- Cypripedium reginae
- Cypripedium segawae
- Cypripedium shanxiense
- Cypripedium sichuanense
- Cypripedium singchii
- Cypripedium subtropicum
- Cypripedium taibaiense
- Cypripedium tibeticum
- Cypripedium wardii
- Cypripedium wenqingiae
- Cypripedium ventricosum
- Cypripedium wumengense
- Cypripedium yatabeanum
- Cypripedium yunnanense